# 유로존

유로존 (진한 파란색은 유로를 사용하는 유럽 연합 회원국, 밝은 파란색은 유로를 사용하는 유럽 연합 비회원국)

유로존(Eurozone, 문화어: 유로 사용 지대)은 국가 통화로 유로를 도입해 사용하는 국가나 지역을 통틀어 부르는 말이다. 유럽 중앙은행이 이 구역 내의 통화 정책에 책임을 맡고 있다. 다른 말로 유로에어리어(Euroarea)나 유로랜드(Euroland)라고 부르기도 한다.

## 회원국
1998년에 11개의 유럽 연합 회원국이 모여 통화 단일화에 관한 규범을 마련했다. 그리고 유로존은 1999년 1월 1일에 유로화의 공식적인 도입과 함께 탄생하게 되었다.
그리스는 2000년에 유로 도입 기준을 통과하면서 2001년 1월 1일에 가입했다. 주화와 지폐는 2002년 1월 1일부터 통용되었다. 슬로베니아는 2007년 1월 1일에 가입했으며 몰타와 키프로스는 2008년 1월 1일에, 슬로바키아는 2009년 1월 1일에 가입했다. 에스토니아는 2011년 1월 1일에, 라트비아는 2014년 1월 1일에, 리투아니아는 2015년 1월 1일에 가입했으며 크로아티아는 2023년 1월 1일에 가입했다. 불가리아는 2026년 1월 1일에 가입할 예정이다. 현재 20개 국가, 약 3억 4천만명이 넘는 사람들이 유로존에 속해 있다.

유로존
유로존에 가입할 의무가 있는 국가
비EU 지역에서 협정하에 유로화를 쓰고 있는 지역
비EU 지역에서 협정 없이 유로화를 쓰고 있는 지역

| 국가       | 도입           | 옛 통화  | 인구 (2021년 1월 1일 기준) | 예외                                           |
| ---------- | -------------- | -------- | -------------------------- | ---------------------------------------------- |
| 오스트리아 | 1999년 1월 1일 | 실링     | 8,932,664                  |                                                |
| 벨기에     | 1999년 1월 1일 | 프랑     | 11,554,767                 |                                                |
| 크로아티아 | 2023년 1월 1일 | 쿠나     | 4,035,355                  |                                                |
| 키프로스   | 2008년 1월 1일 | 파운드   | 896,007                    | 북키프로스                                     |
| 에스토니아 | 2011년 1월 1일 | 크론     | 1,330,068                  |                                                |
| 핀란드     | 1999년 1월 1일 | 마르카   | 5,533,793                  |                                                |
| 프랑스     | 1999년 1월 1일 | 프랑     | 67,656,682                 | 누벨칼레도니 프랑스령 폴리네시아 왈리스 푸투나 |
| 독일       | 1999년 1월 1일 | 마르크   | 83,155,031                 |                                                |
| 그리스     | 2001년 1월 1일 | 드라크마 | 10,678,632                 |                                                |
| 아일랜드   | 1999년 1월 1일 | 파운드   | 5,006,324                  |                                                |
| 이탈리아   | 1999년 1월 1일 | 리라     | 59,236,213                 | 캄피오네디탈리아                               |
| 라트비아   | 2014년 1월 1일 | 라츠     | 1,893,223                  |                                                |
| 리투아니아 | 2015년 1월 1일 | 리타스   | 2,795,680                  |                                                |
| 룩셈부르크 | 1999년 1월 1일 | 프랑     | 634,730                    |                                                |
| 몰타       | 2008년 1월 1일 | 리라     | 516,100                    |                                                |
| 네덜란드   | 1999년 1월 1일 | 휠던     | 17,475,415                 | 아루바 퀴라소 신트마르턴 카리브 네덜란드       |
| 포르투갈   | 1999년 1월 1일 | 이스쿠두 | 10,298,252                 |                                                |
| 슬로바키아 | 2009년 1월 1일 | 코루나   | 5,459,781                  |                                                |
| 슬로베니아 | 2007년 1월 1일 | 톨라르   | 2,108,977                  |                                                |
| 스페인     | 1999년 1월 1일 | 페세타   | 47,398,695                 |                                                |
| 유로존     | 유로존         | 유로존   | 342,561,034                |                                                |

### 확대

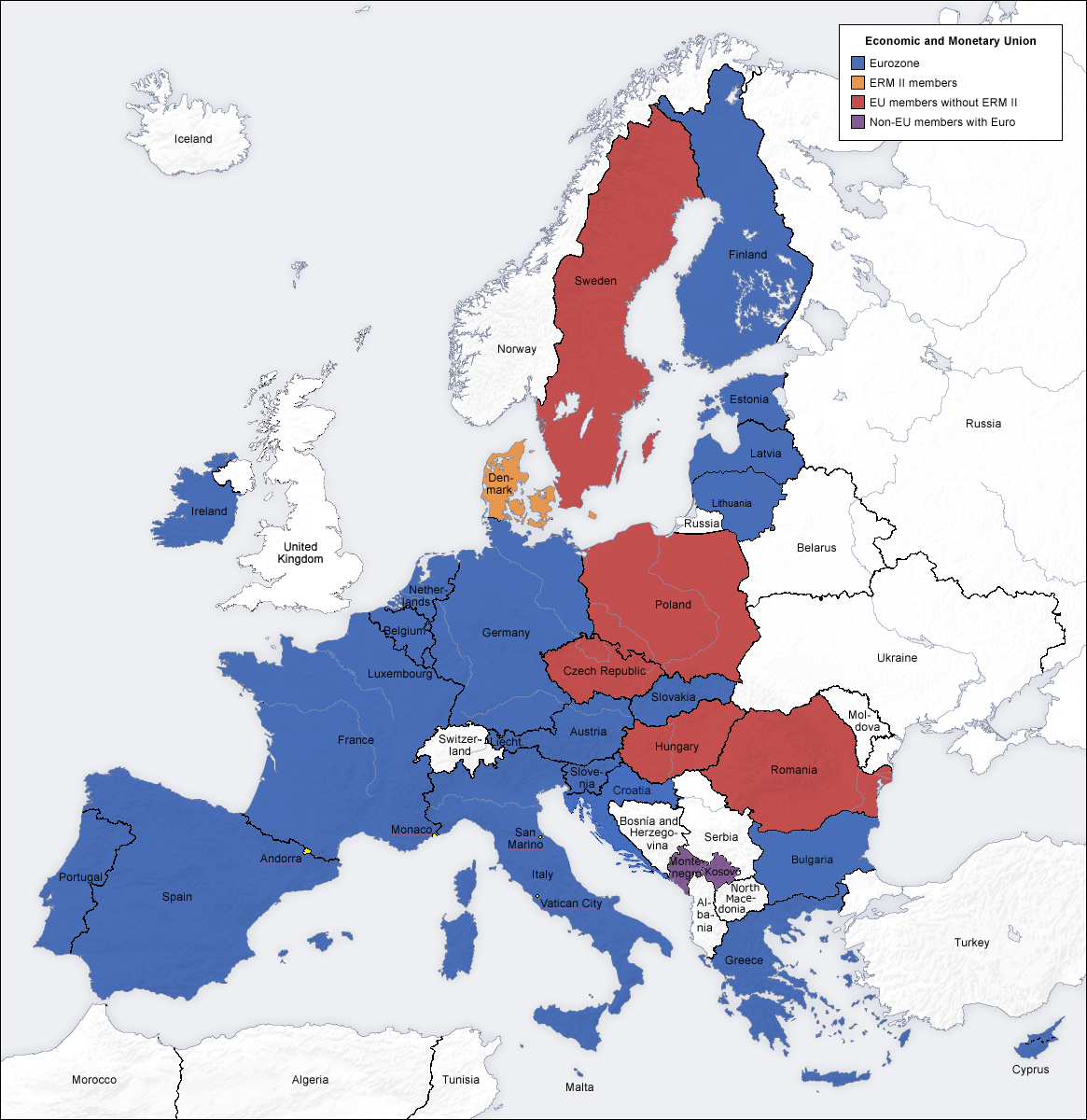
유로존
ERM II 대상국
ERM II 미대상 EU 가입국
유로를 사용하는 비EU 가입국·지역

유로화를 쓰지 않는 7개 국가: 덴마크, 스웨덴, 불가리아, 체코, 헝가리, 폴란드, 루마니아.
덴마크는 유럽 연합에 관한 원래의 마스트리흐트 조약에서 특별한 감손을 받았다. 덴마크는 법률적으로 그들의 정부가 의회 투표나 국민 투표를 결정하지 않는 한 유로존에 가입해야 한다. 덴마크 정부는 리스본 조약의 결정에 따라 국민투표를 실시할 예정이라고 밝혔으나 현재는 실시 계획이 없는 상황이다.

## 유럽 연합 외의 사용

### 협정하에 유로를 사용하는 국가
| 지역        | 도입                                   | 발행           | 인구   |
| ----------- | -------------------------------------- | -------------- | ------ |
| 모나코      | 1999년 1월 1일                         | 2002년 1월 1일 | 32,671 |
| 산마리노    | 1999년 1월 1일                         | 2002년 1월 1일 | 29,615 |
| 바티칸 시국 | 1999년 1월 1일                         | 2002년 1월 1일 | 800    |
| 안도라      | 2002년 1월 1일 (사실상) 2012년 4월 1일 | 2013년 7월 1일 | 82,000 |

유럽 연합 이외의 국가중에 유로를 통화로 쓰는 곳이 있다. 조폐권을 포함한 공식적인 도입은 금융적인 협정이 결말지어져야 가능하다. 협정하에 사용하는 국가는 모나코, 산마리노, 바티칸 시국, 안도라이다. 바티칸 시국과 산마리노는 이탈리아 리라에 환율 고정된 자국의 통화(바티칸 리라와 산마리노 리라)가 있었다. 그리고 모나코는 프랑스 프랑과 1:1로 환율 고정된 모나코 프랑이 있었다.
이러한 국가들은 EU와 그 소속 국가(산마리노와 바티칸 시국은 이탈리아, 모나코는 프랑스) 간의 협정을 통해 유로의 사용과 조폐권이 허락되었다. 하지만 지폐 조폐권은 허용되지 않았다. 안도라는 공식 통화가 없었다. 따라서 2002년 1월 1일을 기해 유로화를 사실상의 통화로 사용하게 되었다. 이전에는 프랑스 프랑과 스페인 페세타를 사실상의 법적인 통화로 여겨왔다. 여기에는 프랑스와 스페인과의 어떠한 통화 협정도 없었다.
2011년 6월 30일 안도라와 유럽 연합은 유로를 안도라의 공식 통화로 하는 내용을 담은 통화 협정을 체결했다. 이 협정은 2012년 4월 1일을 기해 시행되었다. 2013년 7월 1일 안도라는 자신들의 유로 주화를 주조할 수 있게 되었으며 2014년 1월 1일을 기해 안도라의 유로 주화가 발행되었다.

### 협정 없이 유로를 쓰는 지역
| 지역                      | 도입           | 협정             | 인구   |
| ------------------------- | -------------- | ---------------- | ------ |
| 생바르텔레미              | 1999년 1월 1일 | 2011년 7월 12일  | 8,823  |
| 생피에르 미클롱           | 1999년 1월 1일 | 1998년 12월 31일 | 6,125  |
| 아크로티리 데켈리아       | 2008년 1월 1일 | 2007년 8월 7일   | 14,500 |
| 프랑스령 남부와 남극 지역 | 1999년 1월 1일 |                  | 140    |

캐나다 해안가에 위치한 프랑스의 해외 영토인 생피에르 미클롱과 인도양에 위치한 프랑스의 해외 영토인 마요트는 EU의 바깥에 있지만 유로를 기본통화로 사용하도록 허용되었다. 그렇지만 이 두 지역은 조폐권이 허용되지 않았다. 키프로스의 군사 주둔지인 아크로티리 데켈리아는 이전에 키프로스 파운드를 사용하고 있었다. 이곳은 영국의 군사 주둔지였지만 유럽 연합의 외부이고 군사적인 관할지였다. 하지만 그들의 법—통화를 포함하여—은 키프로스의 헌법과 같은 태도를 취하여 유로화의 도입을 이끌어 냈다. 유엔 키프로스 완충 지대 북쪽에는 북키프로스가 아직도 튀르키예 리라를 사용하고 있었다. 북키프로스는 터키를 제외하고 어떠한 국가로부터 인정되지 않은 국가로서 EU에 소속되지 않은 지역이었다. 남부 키프로스만의 유로화 도입 반대에도 불구하고, 국경 무역에서 이미 널리 퍼진 키프로스 파운드와 유로의 사용이 유로화의 도입에 높은 기대를 가져왔다. 유로의 사용은 키프로스 내부 무역을 후원하고, 터키의 의존도가 감소하는 것처럼 보인다. 유로의 사용과 함께 국경을 가로질러 경제적 통합을 돕고, 유로의 출현으로 인해 섬의 통일과 안정된 평화에 있어서의 주요 이점이 생겨났다. 그리스어와 튀르키예어를 사용한 키프로스의 유로 주화는 섬의 특정 지역을 향한 어떤 편견도 배제하는 방향으로 디자인되었다.
아이슬란드의 외무부 장관이었던 사람이 2007년 1월 15일에 한 인터뷰에서 아이슬란드가 EU에 가입하지 않고 유로를 썼으면 바란다고 말했었다. 장관은 유럽 경제 구역에서의 작은 경제안에서 독립적인 통화를 유지하는 것이 얼마나 어려운 것인가를 알고 있었다. 2007년 9월 11일에 실시된 여론조사에서, 53%의 응답자가 유로를 도입하자는 의견이었고, 37%는 반대의 입장이었고, 나머지 10%는 잘 모르겠다는 의견이었다.

### 그 외의 나라
| 지역       | 도입           | 인구      |
| ---------- | -------------- | --------- |
| 코소보     | 2002년 1월 1일 | 1,900,000 |
| 몬테네그로 | 2002년 1월 1일 | 684,736   |

몬테네그로와 코소보는 세르비아 디나르보다 독일 마르크가 더 많이 쓰이던 때인 국가가 만들어졌을 때부터 유로를 사용했다. 이는 정치적인 문제와 관련이 있는데, 세르비아가 정권을 불안정하게 하여, 서방 국가들의 원조를 받아 마르크를 사용하게 되었다. 독일 마르크에서 유로로의 전환은 유럽 중앙은행과의 협정 없이 이루어졌다. 오히려 세르비아가 이미 자금 순환에 있어서 유로에만 매달리는 실정이었다. 또한 코소보는 세르비아계 소수 민족이 거주하는 지역에서 세르비아 디나르를 아직도 사용하고 있었다. 이 지역에서의 유로의 사용은 경제 안정화에 도움을 주었다.

### 무역 통화로의 유로
1998년, 쿠바가 국제 무역에 있어서 공식 통화로 달러를 유로로 대체한다고 발표했다. 2002년 12월 1일, 조선민주주의인민공화국이 동일한 발표를 했다. 시리아 역시 2006년에 그 뒤를 따랐다.
2003년의 이라크 전쟁 이전에, 사담 후세인 이라크 대통령은 이라크산 석유의 가격을, 주요 무역거래국이 미국이 아닌 유럽 연합, 인도, 중화인민공화국으로 바뀌는 때부터 미국 달러가 아닌 유로로 책정할 예정이라고 발표했다.

## 유로에 영향을 받는 인구

### 유로존 및 그 영향지역의 인구
| 화폐               | 대륙                     | 유럽 연합       | 인구       | 국가 및 지역 |
| ------------------ | ------------------------ | --------------- | ---------- | --- |
| 유로 사용          | 유럽                     | 회원국 (유로존) | 3억 4256만 | 오스트리아 벨기에 크로아티아 키프로스 핀란드 프랑스 독일 에스토니아 그리스 아일랜드 이탈리아 라트비아 리투아니아 룩셈부르크 몰타 네덜란드 포르투갈 슬로베니아 슬로바키아 스페인 |
| 유로 사용          | 유럽                     | 비회원국        | 270만      | 안도라 코소보 모나코 몬테네그로 산마리노 바티칸 시국 |
| 유로에 고정        | 유럽                     | 회원국          | 1200만     | 불가리아 |
| 유로에 고정        | 유럽                     | 비회원국        | 400만      | 보스니아 헤르체고비나 |
| 유로에 고정        | 아프리카 （CFA 프랑）    | 비회원국        | 1억 1000만 | 베냉 부르키나파소 카메룬 중앙아프리카 공화국 차드 코트디부아르 적도 기니 가봉 기니비사우 말리 니제르 콩고 공화국 세네갈 토고                                                    |
| 유로에 고정        | 오세아니아 （CFP 프랑）  | 해외 영토       | 50만       | 프랑스령 폴리네시아 누벨칼레도니 왈리스 푸투나 |
| 유로에 고정        | 아프리카 （비 CFA 프랑） | 비회원국        | 3500만     | 카보베르데 코모로 모로코 |
| 유로에 변동폭 고정 | 유럽                     | 회원국          | 800만      | 덴마크 |
| 합계               | 합계                     | 합계            | 5억 586만  | 44개 국가 및 5개 지역이다. |

## 유로그룹

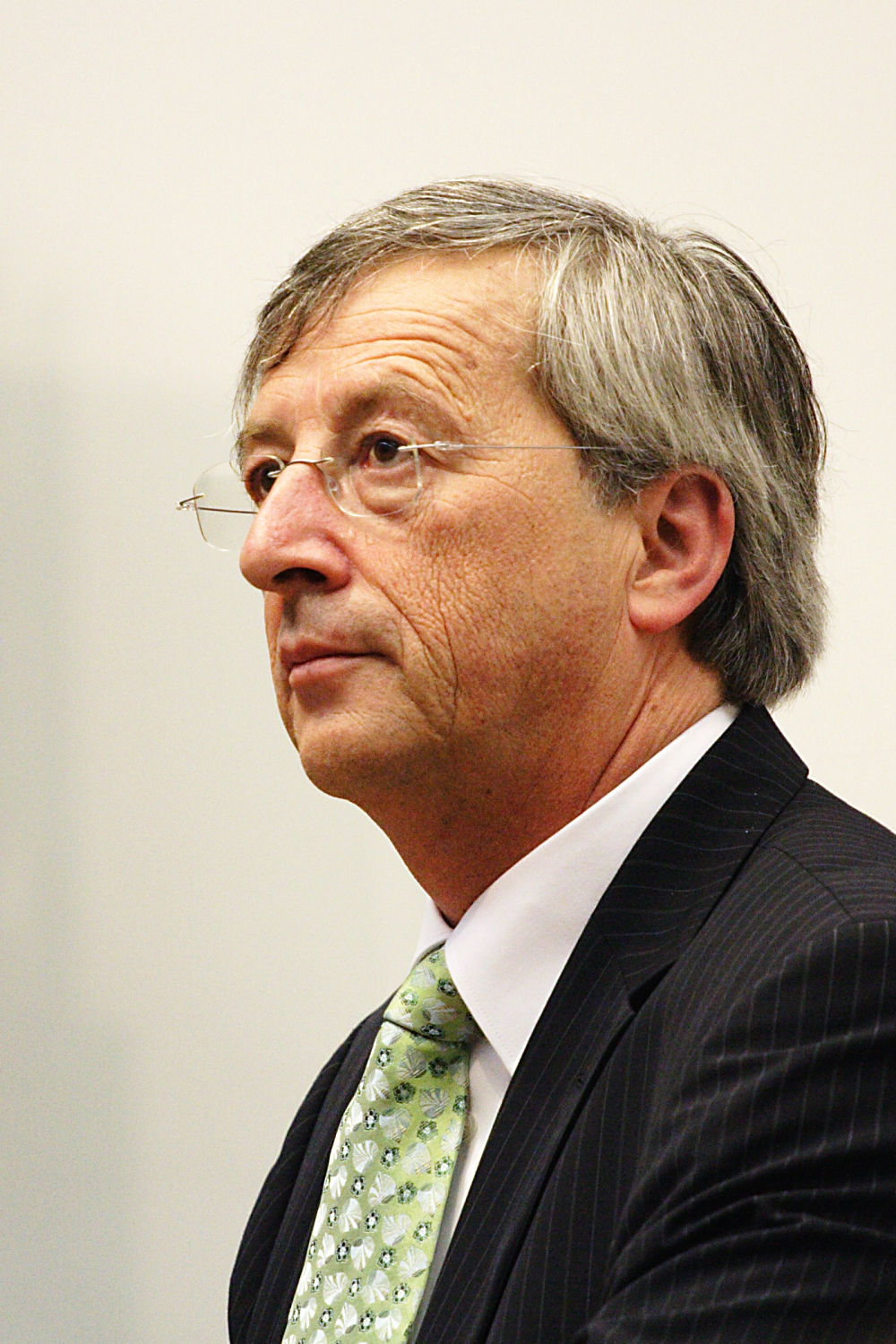
유로그룹의 의장인 장클로드 융커.

유로를 쓰는 유럽 연합 회원국의 재무 장관들은 유럽 각료이사회의 경제재무 이사회 회의가 있기 전날에 만난다. 속칭 "유로그룹"이라 불리는 이 그룹을 말하자면 법적으로는 유럽 각료이사회의 공식적인 구성원은 아니다. 2004년 9월에 유로그룹은 2년 기한의 임기를 가진 반영구적인 의장이 있어야 한다고 결정했다. 룩셈부르크의 총리이자 재무장관인 장클로드 융커가 유로그룹의 첫 의장으로 선출되었다. 그 기간은 2005년 1월 1일부터 2006년 12월 31일까지이다. 그리고 2006년 9월에 재선출되어 두 번째 임기를 보내고 있다.

## 같이 보기
- 유럽 연합의 경제 통화 동맹
- 유럽 연합 특수 회원국 영토